# Contea di Lishu
La contea di Lishu (梨树县S, Líshù XiànP) è una contea della Cina, situato nella provincia di Jilin e amministrato dalla prefettura di Siping.